# Христианская реформатская церковь Сербии
Христианская реформатская церковь Сербии (венг. Szerbiai Református Keresztén Egyház, ХРЦС) - одна из протестантских церквей Сербии. Подавляющее большинство верующих принадлежит к венгерской общине Сербии и проживает на севере страны в Воеводине

## История
Создана в 1920 году как Христианская реформатская церковь Королевства сербов, хорватов и словенцев рядом бывших благочиний ВРЦ оказавшихся на территории Королевства сербов, хорватов и словенцев, в 1933 году переименована в Христианскую реформатскую церковь Королевства Югославия. В 1993 году, после распада Югославии, Хорватские приходы отделились и образовали Реформатскую Христианскую Церковь в Хорватии, а церковь сменила название на современное.

## Организация
Высший орган - синод (zsinat), между синодами - синодальный совет (zsinati tanács), высшее должностное лицо - епископ (püspök) и национальный куратор (országos gondnok). ХРЦС делится на благочиния (egyházmegye), благочиния на приходы (egyházközség).
Благочиния
Высший орган благочиния - благочинническое собрание (egyházmegyei közgyűlés), высшие должностные лица благочиния - благочинный (esperes) и благочиннический куратор (egyházmegyei gondnok).
Приходы
Высший орган прихода - приходское собрание (egyházközségi közgyűlés), между приходскими собраниями - пресвитериум (presbitérium), высшие должностные лица прихода - пастор (lelkipásztor) и куратор (főgondnok).

## Список епископов
- Янош Контра (1920-1928) - управляющий
- Петер Клепп (1928-1930)
- Шандор Агоштон, управляющий (1930-1941), епископ (1945-1960)
- Иштван К. Чете (1961-1982)
- Имре Ходоши (1982-1996)
- Иштван Семеши Чете (с 1997 года)